# تکلیف شرعی
تکلیف، اصطلاحی فقهی و کلامی به معنای وظیفه دینی یا وظیفه‌ای که از ناحیه دین بر گردن بندگان نهاده می‌شود و انجام دادن کاری یا ترک کاری بر او واجب می‌گردد. (واجبات) (محرمات)
در علوم اسلامی به تکلیف از دو منظر توجه شده‌است: نخست از منظر فقهی، و به تبع آن اصولی، که در آن به ماهیت تکلیف و شرایط آن با توجه به وجه عملی موضوع توجه می‌شود. دوم از منظر کلامی که در آن به موضوعات مذکور به صورت نظری و انتزاعی‌تر توجه می‌گردد و در آن از موضوعاتی چون غرض از تکلیف و راه شناخت تکلیف و اولین تکلیف آدمی نیز بحث می‌شود.
علاوه بر این دو حوزه، گاه بعضی فلاسفه مسلمان در مباحث مربوط به الهیات و نیز بعضی عارفان، از جهت رابطه تکلیف با معرفت، به مسئلهٔ تکلیف توجه کرده و در بارهٔ آن نظر داده‌اند.

## تکلیف در قرآن و حدیث
واژة تکلیف در قرآن به کار نرفته، اما از مشتقات این مصدر هفت بار در قرآن استفاده شده که شش بار آن (یعنی بجز نساء: ۸۴) ناظر به معنایی واحد است. این معنای واحد که در عبارات متعددی بیان شده، از قبیل «... لاتُکَلَّفُ نَفْسٌ اِلاّ وُسْعَها…»، «لا یکَلِّفُ اللّهُ نَفْساً اِلاّ وُسْعَها…»، «لانُکَلِّفُ نَفْساً اِلاّ وُسْعَها…» و «... لایکَلِّفُ اللّهُ نَفْساً اِلاّ مااتها…» ناظر به این امر است که خداوند آدمی را به انجام دادن آنچه در توانش نیست، مکلف نمی‌سازد.
هر چند معنای ظاهری این آیات روشن است، اساساً در اینکه تکلیف چیست، چرا باید باشد، و به ویژه اینکه آیا خداوند می‌تواند بیش از وُسع و طاقت آدمی به او تکلیف کند یا نه، میان متکلمان و مفسران اختلاف نظر وجود داشته و به اظهار آرای مختلف در این زمینه انجامیده‌است؛ مثلاً مفسران معتزلی یا شیعه، با استناد به این آیات، «تکلیف ما لایطاق» (اینکه خدا بیش از توان آدمی به او تکلیف کند) را نفی کرده‌اند. از سوی دیگر، مفسر اشعری مسلکی مثل فخر رازی، ضمن تفسیر آیه ۲۸۶ بقره و با ذکر آیات دیگری که معتزله در نفی تکلیف مالایطاق به آن‌ها استناد می‌کرده‌اند، از قبیل «.. وَما جَعَلَ عَلَیکُم فی الدّینِ مِنْ حَرَجٍ…» (حج: ۷۸)، «یریدُ اللّهُ اَنْ یخَفِّفَ عَنْکُم…» (نساء: ۲۸)، «... یریدُاللّهُ بِکُمُ الْیسْر وَلایریدُ بِکُمُ الْعُسْرَ…»، با مطرح کردن بحثی کلامی در باب کفر و ایمان و قدرت و اراده خدا، به این نظر می‌رسد که وجوه عقلی قطعی یقینی‌ای وجود دارد که تکلیف مالایطاق را مجاز می‌دارد. وی سپس نتیجه می‌گیرد که در چنین شرایطی باید آیه را به صورتی تأویل کرد که مغایر با این نظر عقلی و کلامی نباشد. البته همه اشاعره به این صورت به تفسیر به رأی روی نمی‌آورده‌اند و غالباً می‌کوشیده‌اند برای نظر خود شواهدی در قرآن بجویند، چنان‌که گاه از آیاتی مانند «... و یدْعَوْنَ إِلَی السُّجُودِ فَلاَ یسْتَطِیعُون” (قلم: ۴۲) برای اثبات جواز تکلیف مالایطاق بهره می‌برده‌اند؛ (در بارة تکلیف مالایطاق رجوع کنید به ادامة مقاله).
در روایات و احادیث نیز، بصراحت یا به‌طور ضمنی، نکات مختلفی در بارة تکلیف آمده‌است. از جمله گفته شده‌است که تکلیف امر دشواری نیست حال آنکه ثواب بسیار به آن تعلق می‌گیرد. همچنین گفته شده‌است که سه گروه تکلیف ندارند و بازخواست نمی‌شوند: دیوانه تا وقتی که عاقل شود، فردی که در خواب است تا وقتی که بیدار شود، و کودک تا وقتی که بالغ شود (رجوع کنید به حدیث رفع). علاوه بر اینها به این نکته نیز اشاره شده‌است که خداوند فوق طاقت بشر به او تکلیف نمی‌کند.

## تکلیف در فقه
در فقه تکلیف را خواست شارع برای انجام دادن یا انجام ندادن امری دانسته‌اند که برآوردن آن خواست، مستلزم سختی و مشقتی است. این خواست شارع به صورت حکم بیان می‌شود و خطابی است که متعلق آن افعال مکلَّفین است.
در میان فقها دربارهٔ تکلیف مباحث مختلفی مطرح شده‌است، از جمله به این مسائل پرداخته شده که مخاطب تکلیف کیست؟، رابطه تکلیف و ثواب چگونه است؟ و آیا به تکلیفی که بدون نیت انجام شده باشد ثوابی تعلق می‌گیرد؟، تکلیف چه موقع قطعی می‌شود؟ و آیا در قطعی شدن تکلیف، وجود علم مکلَّف به تکلیف شرط است یا صرفاً امکان علم داشتن او؟
در اصطلاح‌شناسی فقه، اصطلاح تکلیف با اصطلاح اهلیت پیوند دارد. فقها مخاطب تکلیف را کسی دانسته‌اند که اهلیت داشته باشد؛ یعنی، خطاب به او بوده و او برای انجام دادن آن امر صلاحیت داشته باشد. اصولیان شرایط این اهلیت را بلوغ و عقل دانسته و انسان عاقل بالغ را مکلف قلمداد کرده‌اند.
بحثهای تکلیف را فقها غالباً در باب «حِجر» و اصولیان معمولاً در بحث حکم و حاکم و محکومٌ علیه و محکومٌ به و جاهای دیگری که با تکلیف پیوند دارد، آورده‌اند، چرا که تکلیف نسبت مستقیم با حکم، و به تبع آن با حاکم و محکومٌ علیه و محکومٌ به، دارد.
فقها و اصولیان و متکلمان دربارهٔ نسبت تکلیف ـ محکومٌ به به بحث پرداخته و احکام تکلیفیه یا احکام شرعیه را دو یا پنج قسم دانسته‌اند. بعضی بر این اساس که در تکلیف الزام هست صرفاً واجب و حرام را حکم تکلیفی دانسته‌اند و گروهی دیگر بر این اساس که تکلیف التزام به احکام اللّه است و احکام الاهی نیز پنج قسم (واجب، مستحب، مباح، مکروه، حرام) است، احکام تکلیفی را پنج قسم دانسته‌اند.

## تکلیف در علم کلام
در کتابهای کلامی بحث تکلیف در مواضع گوناگون مطرح شده و متناسب با ارتباطی که این مفهوم با مفاهیم دیگر، نظیر مکلِّف، عدل، لطف، حسن و قبح، استطاعت، عوض، تفضل، ثواب و عقاب و مانند اینها پیدا می‌کرده، در مباحث توحید و عدل و نبوت و غیره بحث می‌شده‌است.
متکلمان تکلیف را الزام یا طلب امری که انجام دادن آن مستلزم سختی ومشقت است، دانسته‌اند؛ و دربارهٔ شرایط آن بحث کرده‌اند که خود سه قسم است: شرایط مکلَّف و اینکه چه کسی مخاطب تکلیف است، شرایط مکلِّف، و نیز شرایط خود تکلیف از حیث خطاب و امر و نهی و خبر بودن و مانند اینها؛ مثلاً گفته شده‌است که تکلیف، کلام و خطاب است و هر کلامی مصدری دارد که مکلِّف است و مخاطبی دارد که مکلَّف است. شرط مکلِّف این است که متکلم باشد و شرط مکلَّف این است که کلام را فهم کند. این شرط برای مکلَّف سبب شده‌است که غالباً صرفاً انسان زندة عاقل بالغ را مخاطب تکلیف بدانند و کودکان و دیوانگان و حیوانات و جمادات را مخاطب تکلیف ندانند؛ گاه حتی گفته شده‌است که قائلان به تکلیف برای حیوانات، قائل به نظریة تناسخ‌اند. در مواردی نیز از اینکه جمادات نیز مخاطب تکلیف باشند سخن به میان آمده‌است و مثلاً ملائکه را اغلب امامیه و معتزله و مرجئه و گروهی از اهل حدیث مکلف دانسته‌اند، اما گروهی از امامیه و اهل حدیث آن‌ها را مکلف نمی‌دانند.
همچنین به پیروی از اصولیان، دربارهٔ کلام یا خطابی که تکلیف به واسطه آن بیان می‌شود بحث شده‌است و بعضی آن را به سه صورت امر و نهی و خبر دانسته و گروهی دیگر آن را صرفاً در دو دسته امر و نهی تقسیم‌بندی کرده و گروه دیگری نیز با تحویل نهی به امر، آن را فقط به صورت امر دانسته‌اند. همچنین گفته شده‌است که تکلیف امر خداست و اطاعت از پیامبر و اتباع او و همچنین والدین هم به جهت اطاعت از امر خداست.
به رغم اینکه بسیاری از متکلمان، به ویژه معتزله و شیعه، همه تکالیف را لطف الاهی برای رشد آدمی دانسته‌اند، در اغلب تعاریف و توضیحاتی که در مورد تکلیف بیان شده، با توجه به ریشه کلمه (ک ل ف)، این موضوع که تکلیف متضمن مشقتی است، لحاظ شده و حتی گاه بر این مبنا، استدلال شده‌است که انبیاء از ملائکه افضل‌اند چون تکلیف دشوارتری دارند ولی بعضی اساساً در این امر تردید کرده‌اند و مؤمنی را که به انجام دادن تکلیف می‌پردازد در سختی و مشقت ندانسته‌اند.

### غرض تکلیف
یکی از مباحث کلامی مهم ناظر به مسئلة تکلیف، غرض از تکلیف است. متکلمان به این مسئله رویکردهای مختلفی داشته‌اند که این رویکردها با دیگر آرای کلامی آن‌ها پیوند داشته‌است. اشاعره بر این اساس که اراده خداوند را حدی نیست و آدمی نمی‌تواند برای افعال الاهی به دنبال غرض و علت بگردد، این پرسش را پرسش اصیلی نمی‌دانستند و تکلیف را از آن جهت که از جانب خداست مقبول و آدمی را ملزم به عمل به آن می‌دانستند. در صورتی که معتزله، با تعابیر مختلف، کوشیده بودند بر این اساس که خداوند خیر آدمی را می‌خواهد، تکلیف را لطف خداوند برای کمک به رشد آدمیان یا مشقتی برای بردن ثواب بیشتر معرفی کنند و آن را بر مبنای مصلحت آدمی توضیح دهند. البته در میان معتزله در اینکه آیا خداوند باید برای آدمیان تکالیفشان را مشخص می‌کرده یا نه، اختلاف نظر بوده‌است. غالب معتزله قائل به نظریه اصلح بودند، یعنی بر آن بودند که خدا آنچه را که از هر جهت به مصلحت ماست به ما تکلیف می‌کند، اما به نظر گروهی دیگر، از جمله بشر بن معتمر و ابوعلی جُبّایی و پیروانش، خدا ملزم به چنین کاری نبوده و نیست و اگر چنین کرده، این تفضل او به ماست.
متکلمان شیعه نیز با تفاوتهای ظریفی چنین تبیینی از مسئله داشته‌اند.

### تکلیف کافر
عالمان مسلمان بر این اساس که انسان عاقلِ بالغ مخاطب تکلیف است، با این مسئله مواجه شده‌اند که آیا کافر نیز مکلف است یا نه. بعضی صرفاً کفر کافر را مشکل او دانسته و تکالیف شرعی را مستقلاً بر عهدة او ندانسته‌اند و در حقیقت تکلیف شرعی را فرع بر ایمان دانسته‌اند. بعضی نیز کافر را در عین کافر بودن، مکلف به انجام دادن تکالیف شرعی دانسته و گفته‌اند که کافر هم به جهت کفر و هم به جهت انجام ندادن تکلیف، بازخواست می‌شود. این بحث به تألیف آثار مستقلی با عنوان «تکلیف الکفار بالفروع» انجامیده‌است.

### اولین تکلیف و راه شناخت تکالیف
این بحث با پرسش اساسی تری پیوند دارد که به بحثهای ظریفی در کلام انجامیده‌است؛ یعنی، این پرسش که اولین تکلیف آدمی چیست؟ گروهی اولین تکلیف آدمی را شناخت خدا یا ایمان به خدا، و گروهی استدلال برای معرفت به خدا دانسته‌اند (مثلاً عبدالجبار نخستین تکلیف آدمی را استدلال برای شناخت خدا می‌داند، ولی شیخ مفید شناخت خداوند را نخستین تکلیف می‌داند). بر همین اساس بعضی، تکالیف شرعی را متأخر از معرفت خدا و توحید و عدل دانسته و گروهی آن‌ها را به موازات هم مطرح کرده‌اند.
این بحث خود با بحث مهم‌تر و اساسیتری پیوند داشته‌است؛ یعنی، این پرسش که راه شناخت تکلیف و دلیل انجام دادن آن چیست؟ بسته به پاسخی که به این پرسش داده می‌شده، پاسخ به پرسش کفر و تکلیف نیز مشخص می‌شده‌است. متکلمان معتزلی، از جمله قاضی عبدالجباربن احمد، تکالیف را به دو دسته تکالیف سمعی یا شرعی و تکالیف استدلالی یا عقلی تقسیم می‌کرده‌اند. تکالیف سمعی یا شرعی بر مبنای شرع مشخص می‌شوند و لازم الاجرا بودنشان از جهت شرع است، اما تکالیف عقلی تکالیفی‌اند که انسان به مدد عقل خود و تفکر استدلالی آن‌ها را در می‌یابد. شق اخیر با نظریة معتزله در باب حسن و قبح ذاتی پیوند ناگسستنی دارد. اشعری و پیروان او، که قائل به حسن و قبح عقلی نبوده‌اند، قائل به تکلیف عقلی هم نبوده‌اند و همه تکالیف را سمعی می‌دانسته‌اند. متکلمان شیعه و نیز در بین اهل سنّت، ماتُریدی و پیروان او، با تقسیم‌بندی تکالیف به عقلی و سمعی کم و بیش موافق بوده‌اند، اما متکلمان شیعه، همسخن با معتزلة بغداد، متذکر این موضوع نیز می‌شده‌اند که عقل به تنهایی کفایت نمی‌کند و تکلیف متأخر از شرع است و عقل به سمع نیاز دارد.

## اشاعره و تکلیف ما لا یطاق
بحث تکلیف به کافر، با تبیینی که اشاعره از مسئله داشته‌اند (رجوع کنید به ادامه مقاله)، به بحث محوری و اساسی تکلیف مالایطاق ــ که به آن اشاره شد ــ می‌انجامیده و با آن پیوند داشته‌است. تکلیف مالایطاق هم شامل تکالیفی است که فرد از انجام دادن آن‌ها عاجز است و عادتاً ناممکن‌اند و هم تکالیفی که منطقاً و عقلاً ناممکن و غیرقابل انجام دادن‌اند. معتزله و شیعه، بر مبنای تصوری که از تکلیف و غرض از آن و مصلحت آدمی داشته‌اند و نیز باتوجه به نظری که در بارة عدل خدا داشته و همچنین باتوجه به نظریه حسن و قبح ذاتی که به آن قائل بوده‌اند، تکلیف مالایطاق را از جانب خدا محال می‌دانسته و تکلیف به کافر را از مصادیق تکلیف مالایطاق نمی‌دانسته‌اند. شیعیان نیز، چنان‌که در ابتدای مقاله و در بحث تفسیری ذکر شد، همین نظر را داشته‌اند. ماتریدی نیز در این زمینه با معتزله و شیعه هم عقیده بوده‌است.
اما اشاعره، برای محدود نشدن اراده الاهی، این امر را جایز می‌دانسته‌اند؛ خدا هر چه بخواهد می‌کند و هر حکمی بخواهد می‌دهد و هر چه کند عین عدل است و افعال او را با معیاری جز خود او نمی‌توان سنجید. همچنین اشاعره، بر مبنای نظریه کسب، قائل بوده‌اند که انسان در هر لحظه قدرت و استطاعت انجام دادن یک کار را دارد و عکس آن کار را نمی‌تواند انجام دهد. نتیجه این تصور این است که اگر کافری در لحظه‌ای خاص کاری انجام دهد، مثلاً کفر ورزد، در آن لحظه امکان انجام دادن عکس این کار را ندارد. از سوی دیگر می‌دانیم که خدا به کافر امر می‌کند ایمان بیاورد، که باتوجه به مطالب مذکور این تکلیف کردن به کافر است برای انجام دادن امری ناممکن. هرچند خود اشعری توضیح می‌دهد که این که شخص کافر است و در این لحظه امکان ایمان آوردن ندارد، نتیجة انتخاب آگاهانه کفر است، پس مسئله در اینجا تکلیف به تارک است و با تکلیف به عاجز متفاوت است.
نکته دیگری که اشعری و پیروانش در توجیه تکلیف مالایطاق به آن استناد می‌جویند، مسئله علم سابق الاهی است؛ مثلاً اگر خداوند می‌داند که ابولهب ایمان نخواهد آورد و به او تکلیف کند که ایمان بیاورد، این کار تکلیف مالایطاق است. این در حالی است که معتزله این فرد را نیز قادر به ایمان آوردن و مأمور به آن می‌دانند.
به نظر اشاعره، تکلیف مالایطاق قبیح نیست، بلکه به بیان آنها، دربارهٔ فعل خدا اساساً نمی‌توان از حسن و قبح سخن گفت، حال آنکه به نظر معتزله و شیعه، این امر قبیح است و با عدل خدا نیز منافات دارد. آرای اشعری را در این زمینه مطابق آرای نجار دانسته‌اند. اشاعره بر مبنای آرای پیشگفته بر این باور بوده‌اند که بر خدا نیست که پس از تکلیف حتماً ثوابی بدهد، بلکه اگر بخواهد ثواب می‌دهد و اگر نخواهد نمی‌دهد، چرا که تکلیف تصرف در عبد و مملوک است.